# Мальвочка
Мальвочка (Malvella) — невеликий рід квіткових рослин родини мальвових Malvaceae. Є чотири види, один з яких походить із Середземномор'я, а три – з південного заходу Сполучених Штатів і Мексики. Раніше ці рослини відносили до роду Sida.

## Опис
Це, як правило, багаторічні трави, іноді однорічні, лежачі чи виткі. Вони вкриті зіркоподібними або лускатими волосками. Сріблясто-запушене листя має асиметричні лопаті. Квітки ростуть поодиноко в пазухах листків. Вони білуваті або жовті, тьмяно-рожеві. Плід — коробочка з 7—10 частками, які не розпадаються.

## Види
Види:
- Malvella lepidota
- Malvella leprosa
- Malvella sagittifolia
- Malvella sherardiana